# 2012-es labdarúgó-Európa-bajnokság (selejtező – E csoport)
A 2012-es labdarúgó-Európa-bajnokság selejtezőjének E csoportjának mérkőzéseit tartalmazó lapja. A csoport sorsolását 2010. február 7-én tartották Lengyelország fővárosában, Varsóban. A csoportban körmérkőzéses, oda-visszavágós rendszerben játszottak egymással a labdarúgó-válogatottak. A csoportelső Hollandia automatikus résztvevője lett a 2012-es labdarúgó-Európa-bajnokságnak. A csoport második helyezett csapata, Svédország is automatikus résztvevője az Eb-nek, mert a másik nyolc csoport mindegyik második helyezettjénél jobb lett a csoport első öt helyezettje elleni összeredménye.

## Tabella
| Hely. | Csapat       | M  | Gy | D | V  | G+ | G– | Gk  | P  | Továbbjutás                           |     | Hollandia | Svédország | Magyarország | Finnország | Moldova | San Marino |
| ----- | ------------ | -- | -- | - | -- | -- | -- | --- | -- | ------------------------------------- | --- | --------- | ---------- | ------------ | ---------- | ------- | ---------- |
| 1.    | Hollandia    | 10 | 9  | 0 | 1  | 37 | 8  | +29 | 27 | Kijutott a 2012-es Európa-bajnokságra |     | —         | 4–1        | 5–3          | 2–1        | 1–0     | 11–0       |
| 2.    | Svédország   | 10 | 8  | 0 | 2  | 31 | 11 | +20 | 24 | Kijutott a 2012-es Európa-bajnokságra |     | 3–2       | —          | 2–0          | 5–0        | 2–1     | 6–0        |
| 3.    | Magyarország | 10 | 6  | 1 | 3  | 22 | 14 | +8  | 19 |                                       |     | 0–4       | 2–1        | —            | 0–0        | 2–1     | 8–0        |
| 4.    | Finnország   | 10 | 3  | 1 | 6  | 16 | 16 | 0   | 10 |                                       | 0–2 | 1–2       | 1–2        | —            | 4–1        | 8–0     |            |
| 5.    | Moldova      | 10 | 3  | 0 | 7  | 12 | 16 | −4  | 9  |                                       | 0–1 | 1–4       | 0–2        | 2–0          | —          | 4–0     |            |
| 6.    | San Marino   | 10 | 0  | 0 | 10 | 0  | 53 | −53 | 0  |                                       | 0–5 | 0–5       | 0–3        | 0–1          | 0–2        | —       |            |

## Mérkőzések
Az UEFA versenyszabályzatának 11.04 pontja szerint a csoportban szereplő országok labdarúgó-szövetségeinek a sorsolást követően 30 napjuk volt arra, hogy az egyes mérkőzések időpontjairól megegyezzenek.
A csoportban szereplő országok labdarúgó-szövetségei a mérkőzések dátumairól 2010. február 17-én Amszterdamban egyeztettek.
| 2010. szeptember 3. 19:30 (UTC+3) |

| Moldova               | 2–0               | Finnország |
| --------------------- | ----------------- | ---------- |
| Suvorov 69' Doroş 74' | (0–0) Jegyzőkönyv | Hyypiä 36′ |

| Zimbru Stadion, Chișinău Nézőszám: 10 300 Játékvezető: Robert Małek (lengyel) |

| 2010. szeptember 3. 20:00 (UTC+2) |

| Svédország        | 2–0                         | Magyarország |
| ----------------- | --------------------------- | ------------ |
| Wernbloom 51' 73' | (0–0) Jegyzőkönyv Részletek |              |

| Råsunda Stadion, Solna Nézőszám: 32 304 Játékvezető: Martin Atkinson (angol) |

| 2010. szeptember 3. 20:45 (UTC+2) |

| San Marino | 0–5               | Hollandia                                                       |
| ---------- | ----------------- | --------------------------------------------------------------- |
|            | (0–2) Jegyzőkönyv | Kuijt 16' (11-esből) Huntelaar 38' 48' 67' van Nistelrooy 90+1' |

| Olimpiai Stadion, Serravalle Nézőszám: 4 127 Játékvezető: Simon Lee Evans (walesi) |

| 2010. szeptember 7. 20:00 (UTC+2) |

| Svédország                                                                                    | 6–0               | San Marino |
| --------------------------------------------------------------------------------------------- | ----------------- | ---------- |
| Ibrahimović 7' 77' D. Simoncini 11' (öngól) A. Simoncini 26' (öngól) Granqvist 51' Berg 90+2' | (3–0) Jegyzőkönyv |            |

| Swedbank Arena, Malmö Nézőszám: 21 083 Játékvezető: David McKeon (ír) |

| 2010. szeptember 7. 20:30 (UTC+2) |

| Magyarország         | 2–1                         | Moldova     |
| -------------------- | --------------------------- | ----------- |
| Rudolf 50' Koman 66' | (0–0) Jegyzőkönyv Részletek | Suvorov 79' |

| Szusza Ferenc Stadion, Budapest Nézőszám: 9 209 Játékvezető: Libor Kovařík (cseh) |

| 2010. szeptember 7. 20:30 (UTC+2) |

| Hollandia        | 2–1               | Finnország   |
| ---------------- | ----------------- | ------------ |
| Huntelaar 7' 16' | (2–1) Jegyzőkönyv | Forssell 18' |

| De Kuip, Rotterdam Nézőszám: 25 000 Játékvezető: Alekszej Nyikolajev (orosz) |

| 2010. október 8. 19:00 (UTC+2) |

| Magyarország                                                                    | 8–0                         | San Marino |
| ------------------------------------------------------------------------------- | --------------------------- | ---------- |
| Rudolf 11' 25' Szalai 18' 27' 48' Koman 60' Dzsudzsák 89' Gera 90+4' (11-esből) | (4–0) Jegyzőkönyv Részletek |            |

| Puskás Ferenc Stadion, Budapest Nézőszám: 10 596 Játékvezető: Hannes Kaasik (észt) |

| 2010. október 8. 21:30 (UTC+3) |

| Moldova | 0–1               | Hollandia     |
| ------- | ----------------- | ------------- |
|         | (0–1) Jegyzőkönyv | Huntelaar 37' |

| Zimbru Stadion, Chișinău Nézőszám: 10 500 Játékvezető: Florian Meyer (német) |

| 2010. október 12. 18:30 (UTC+3) |

| Finnország   | 1–2                         | Magyarország               |
| ------------ | --------------------------- | -------------------------- |
| Forssell 86' | (0–0) Jegyzőkönyv Részletek | Szalai 50' Dzsudzsák 90+4' |

| Olimpiai Stadion, Helsinki Nézőszám: 18 532 Játékvezető: Alan Kelly (ír) |

| 2010. október 12. 20:30 (UTC+2) |

| Hollandia                        | 4–1               | Svédország    |
| -------------------------------- | ----------------- | ------------- |
| Huntelaar 4' 55' Afellay 37' 59' | (2–0) Jegyzőkönyv | Granqvist 69' |

| Amsterdam ArenA, Amszterdam Nézőszám: 46 000 Játékvezető: Stéphane Lannoy (francia) |

| 2010. október 12. 20:30 (UTC+2) |

| San Marino | 0–2               | Moldova                        |
| ---------- | ----------------- | ------------------------------ |
|            | (0–1) Jegyzőkönyv | Josan 20' Doroş 86' (11-esből) |

| Olimpiai Stadion, Serravalle Nézőszám: 714 Játékvezető: Mark Courtney (északír) |

| 2010. november 17. 18:30 (UTC+2) |

| Finnország                                                                                | 8–0                         | San Marino |
| ----------------------------------------------------------------------------------------- | --------------------------- | ---------- |
| Väyrynen 39' Hämäläinen 49' 67' Forssell 51' 59' 78' Litmanen 71' (11-esből) Porokara 73' | (1–0) Jegyzőkönyv Részletek |            |

| Olimpiai Stadion, Helsinki Nézőszám: 8 192 Játékvezető: Matějek (cseh) |

| 2011. március 25. 20:30 (UTC+1) |

| Magyarország | 0–4                         | Hollandia                                             |
| ------------ | --------------------------- | ----------------------------------------------------- |
|              | (0–2) Jegyzőkönyv Részletek | van der Vaart 8' Afellay 45' Kuijt 54' van Persie 62' |

| Puskás Ferenc Stadion, Budapest Nézőszám: 23 817 Játékvezető: Carlos Velasco Carballo (spanyol) |

| 2011. március 29. 19:00 (UTC+2) |

| Svédország                | 2–1               | Moldova       |
| ------------------------- | ----------------- | ------------- |
| Lustig 30' S. Larsson 82' | (1–0) Jegyzőkönyv | Suvorov 90+2' |

| Råsunda Stadion, Solna Nézőszám: 25 544 Játékvezető: Knut Kircher (német) |

| 2011. március 29. 20:30 (UTC+2) |

| Hollandia                                                    | 5–3                         | Magyarország            |
| ------------------------------------------------------------ | --------------------------- | ----------------------- |
| van Persie 13' Sneijder 61' van Nistelrooy 73' Kuijt 78' 81' | (1–0) Jegyzőkönyv Részletek | Rudolf 46' Gera 50' 75' |

| Amsterdam ArenA, Amszterdam Nézőszám: 51 700 Játékvezető: Svein Oddvar Moen (norvég) |

| 2011. június 3. 20:30 (UTC+2) |

| San Marino | 0–1               | Finnország   |
| ---------- | ----------------- | ------------ |
|            | (0–1) Jegyzőkönyv | Forssell 41' |

| Olimpiai Stadion, Serravalle Nézőszám: 1 218 Játékvezető: Andrejs Sipailo (lett) |

| 2011. június 3. 21:30 (UTC+3) |

| Moldova     | 1–4               | Svédország                               |
| ----------- | ----------------- | ---------------------------------------- |
| Bugaiov 61' | (0–3) Jegyzőkönyv | Toivonen 11' Elmander 30' 58' Gerndt 88' |

| Zimbru Stadion, Chișinău Nézőszám: 10 500 Játékvezető: Andre Marriner (angol) |

| 2011. június 7. 20:00 (UTC+2) |

| Svédország                                        | 5–0               | Finnország |
| ------------------------------------------------- | ----------------- | ---------- |
| Källström 12' Ibrahimović 31' 35' 53' Bajrami 84' | (3–0) Jegyzőkönyv |            |

| Råsunda Stadion, Solna Nézőszám: 32 128 Játékvezető: Antony Gautier (francia) |

| 2011. június 7. 20:30 (UTC+1) |

| San Marino | 0–3                         | Magyarország                     |
| ---------- | --------------------------- | -------------------------------- |
|            | (0–1) Jegyzőkönyv Részletek | Lipták 40' Szabics 49' Koman 83' |

| Olimpiai Stadion, Serravalle Nézőszám: 1 915 Játékvezető: Pavle Radovanović (montenegrói) |

| 2011. szeptember 2. 18:30 (UTC+3) |

| Finnország                                                   | 4–1               | Moldova     |
| ------------------------------------------------------------ | ----------------- | ----------- |
| Hämäläinen 11' 43' Forssell 52' (11-esből) Armaş 70' (öngól) | (2–0) Jegyzőkönyv | Alexeev 85' |

| Olimpiai Stadion, Helsinki Nézőszám: 9 056 Játékvezető: Anasztásziosz Kákosz (görög) |

| 2011. szeptember 2. 19:45 (UTC+2) |

| Magyarország           | 2–1                         | Svédország      |
| ---------------------- | --------------------------- | --------------- |
| Szabics 44' Rudolf 90' | (1–0) Jegyzőkönyv Részletek | Wilhelmsson 60' |

| Puskás Ferenc Stadion, Budapest Nézőszám: 23 500 Játékvezető: Damir Skomina (szlovén) |

| 2011. szeptember 2. 20:30 (UTC+2) |

| Hollandia                                                                                         | 11–0              | San Marino |
| ------------------------------------------------------------------------------------------------- | ----------------- | ---------- |
| van Persie 7' 65' 67' 79' Sneijder 12' 87' Heitinga 17' Kuijt 49' Huntelaar 56' 77' Wijnaldum 90' | (3–0) Jegyzőkönyv |            |

| Philips Stadion, Eindhoven Nézőszám: 35 000 Játékvezető: Liran Liany (izraeli) |

| 2011. szeptember 6. 20:00 (UTC+3) |

| Finnország | 0–2               | Hollandia                      |
| ---------- | ----------------- | ------------------------------ |
|            | (0–1) Jegyzőkönyv | Strootman 29' L. de Jong 90+3' |

| Olimpiai Stadion, Helsinki Nézőszám: 21 580 Játékvezető: Manuel Gräfe (német) |

| 2011. szeptember 6. 20:45 (UTC+3) |

| Moldova | 0–2                         | Magyarország          |
| ------- | --------------------------- | --------------------- |
|         | (0–1) Jegyzőkönyv Részletek | Vanczák 7' Rudolf 83' |

| Zimbru Stadion, Chișinău Nézőszám: 10 500 Játékvezető: Ivan Bebek (horvát) |

| 2011. szeptember 6. 20:30 (UTC+2) |

| San Marino | 0–5               | Svédország                                                  |
| ---------- | ----------------- | ----------------------------------------------------------- |
|            | (0–0) Jegyzőkönyv | Källström 64' Wilhelmsson 70' 90+3' M. Olsson 81' Hysén 89' |

| Olimpiai Stadion, Serravalle Nézőszám: 2 946 Játékvezető: Steven McLean (skót) |

| 2011. október 7. 19:15 (UTC+3) |

| Finnország | 1–2               | Svédország                  |
| ---------- | ----------------- | --------------------------- |
| Toivio 73' | (0–1) Jegyzőkönyv | S. Larsson 8' M. Olsson 52' |

| Olimpiai Stadion, Helsinki Nézőszám: 23 257 Játékvezető: Mark Clattenburg (angol) |

| 2011. október 7. 20:30 (UTC+2) |

| Hollandia     | 1–0               | Moldova |
| ------------- | ----------------- | ------- |
| Huntelaar 40' | (1–0) Jegyzőkönyv |         |

| De Kuip, Rotterdam Nézőszám: 47 226 Játékvezető: Matej Jug (szlovén) |

| 2011. október 11. 20:00 (UTC+2) |

| Magyarország | 0–0                   | Finnország |
| ------------ | --------------------- | ---------- |
|              | Jegyzőkönyv Részletek |            |

| Puskás Ferenc Stadion, Budapest Nézőszám: 25 169 Játékvezető: Alberto Undiano Mallenco (spanyol) |

| 2011. október 11. 21:00 (UTC+3) |

| Moldova                                                  | 4–0               | San Marino |
| -------------------------------------------------------- | ----------------- | ---------- |
| Zmeu 30' Bacciocchi 61' (öngól) Suvorov 66' Andronic 87' | (1–0) Jegyzőkönyv |            |

| Zimbru Stadion, Chișinău Nézőszám: 6 534 Játékvezető: Petur Reinert (feröeri) |

| 2011. október 11. 20:15 (UTC+2) |

| Svédország                                           | 3–2               | Hollandia               |
| ---------------------------------------------------- | ----------------- | ----------------------- |
| Källström 14' S. Larsson 52' (11-esből) Toivonen 53' | (1–1) Jegyzőkönyv | Huntelaar 23' Kuijt 50' |

| Råsunda Stadion, Solna Nézőszám: 33 066 Játékvezető: Cüneyt Çakır (török) |

## Gólszerzők
12 gólos
- Klaas-Jan Huntelaar

7 gólos
- Mikael Forssell

6 gólos
| - Rudolf Gergely | - Dirk Kuijt | - Robin van Persie |

5 gólos
- Zlatan Ibrahimović

4 gólos
| - Kasper Hämäläinen | - Szalai Ádám | - Alexandr Suvorov |

3 gólos
| - Gera Zoltán - Koman Vladimir - Ibrahim Afellay | - Wesley Sneijder - Kim Källström | - Sebastian Larsson - Christian Wilhelmsson |

2 gólos
| - Dzsudzsák Balázs - Szabics Imre - Anatolie Doroş | - Ruud van Nistelrooy - Johan Elmander - Andreas Granqvist | - Martin Olsson - Ola Toivonen - Pontus Wernbloom |

1 gólos
| - Jari Litmanen - Roni Porokara - Joona Toivio - Mika Väyrynen - Lipták Zoltán - Vanczák Vilmos - Serghei Alexeev | - Gheorghe Andronic - Igor Bugaiov - Nicolae Josan - Denis Zmeu - Luuk de Jong - John Heitinga - Kevin Strootman | - Rafael van der Vaart - Georginio Wijnaldum - Emir Bajrami - Marcus Berg - Alexander Gerndt - Tobias Hysén - Mikael Lustig |

1 öngólos
| - Igor Armaş (Finnország ellen) - Simone Bacciocchi (Moldova ellen) | - Aldo Simoncini (Svédország ellen) | - Davide Simoncini (Svédország ellen) |

## Nézőszám
| Ország       | Legmagasabb | Legalacsonyabb | Összesen | Átlagos |
| ------------ | ----------- | -------------- | -------- | ------- |
| Finnország   | 23 257      | 8192           | 80 617   | 16 123  |
| Hollandia    | 51 700      | 25 000         | 204 926  | 40 985  |
| Magyarország | 25 169      | 9209           | 93 091   | 18 618  |
| Moldova      | 10 500      | 6534           | 48 334   | 9667    |
| San Marino   | 4127        | 714            | 10 920   | 2184    |
| Svédország   | 33 066      | 21 083         | 144 125  | 28 825  |

## Külső hivatkozások
- UEFA hivatalos honlapja
- Az EB hivatalos oldala
- A 2012-es labdarúgó-Európa-bajnokság szabályzata